# Pimelea hewardiana
Pimelea hewardiana är en tibastväxtart som beskrevs av Carl Daniel Friedrich Meisner. Pimelea hewardiana ingår i släktet Pimelea och familjen tibastväxter. Inga underarter finns listade i Catalogue of Life.